# Station Radzionków
Station Radzionków is een spoorwegstation in de Poolse plaats Radzionków.